# Гиреллы
Гиреллы (лат. Girella) — род лучепёрых рыб семейства кифозовых (Kyphosidae) отряда окунеобразные. Большинство видов обитают в Тихом океане, два вида обитают в Атлантике, а два вида встречаются в Индийском океане. Максимальная длина тела представителей разных видов варьирует от 6,3 до 71 см.

## Виды
В состав рода включают 20 видов:
- Girella albostriata Steindachner, 1898
- Girella cyanea W. J. Macleay, 1881
- Girella elevata W. J. Macleay, 1881
- Girella feliciana H. W. Clark, 1938
- Girella fimbriata (McCulloch, 1920)
- Girella freminvillii (Valenciennes, 1846)
- Girella laevifrons (Tschudi, 1846)
- Girella leonina (J. Richardson, 1846)
- Girella mezina D. S. Jordan & Starks, 1907
- Girella nebulosa Kendall & Radcliffe, 1912
- Girella nigricans (Ayres, 1860)
- Girella punctata Gray, 1835 — Пятнистая гирелла, или медзина
- Girella simplicidens R. C. Osburn & Nichols, 1916
- Girella simplex (Richardson, 1848)
- Girella stuebeli Troschel, 1866
- Girella tephraeops (Richardson, 1846)
- Girella tricuspidata (Quoy & Gaimard, 1824) — Чёрная гирелла, или голощёкая гирелла
- Girella zebra (Richardson, 1846)
- Girella zonata Günther, 1859

## Галерея

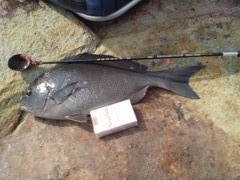
Girella leonina
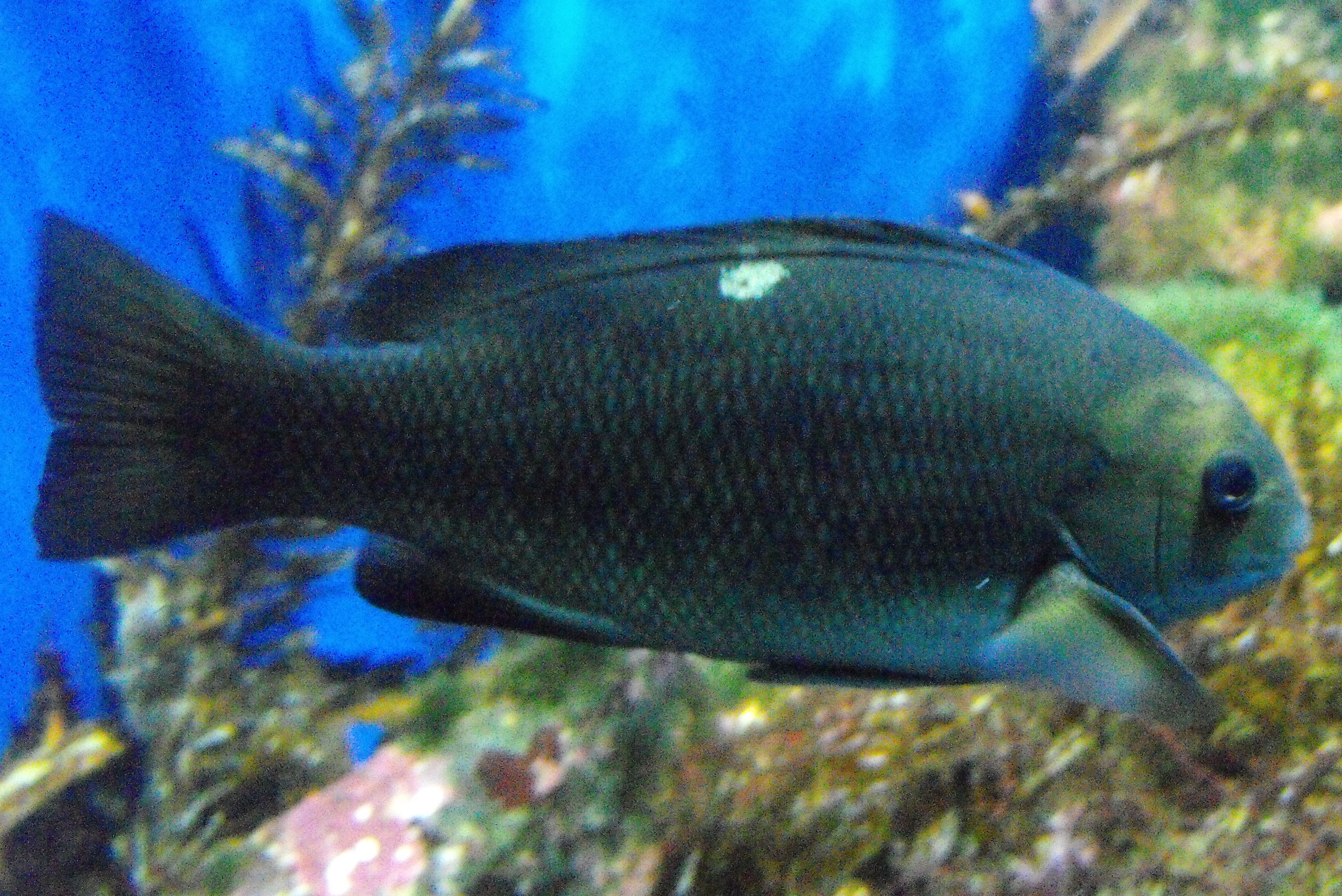
Girella nigricans
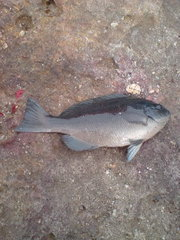
Girella punctata
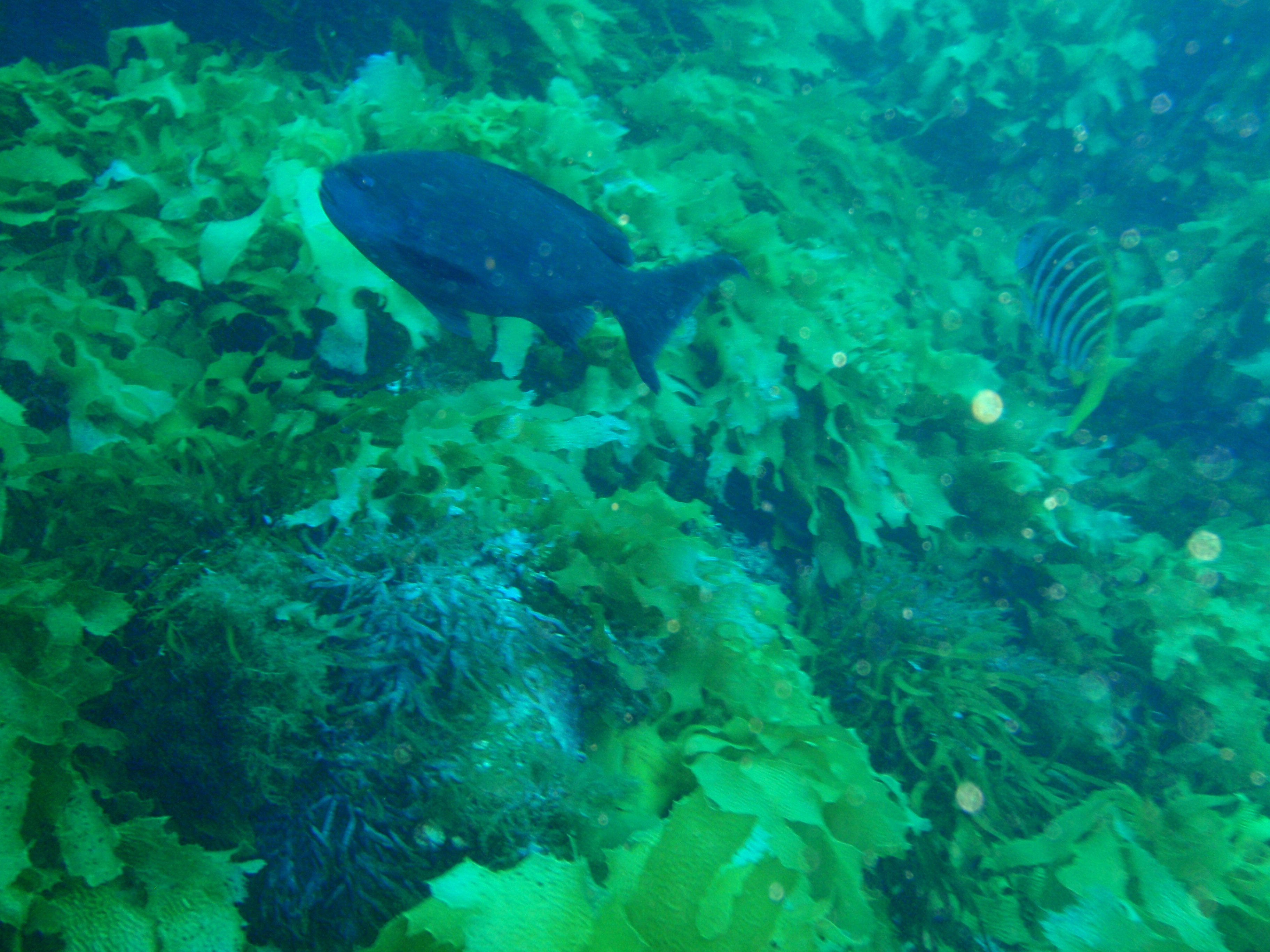
Girella tephraeops
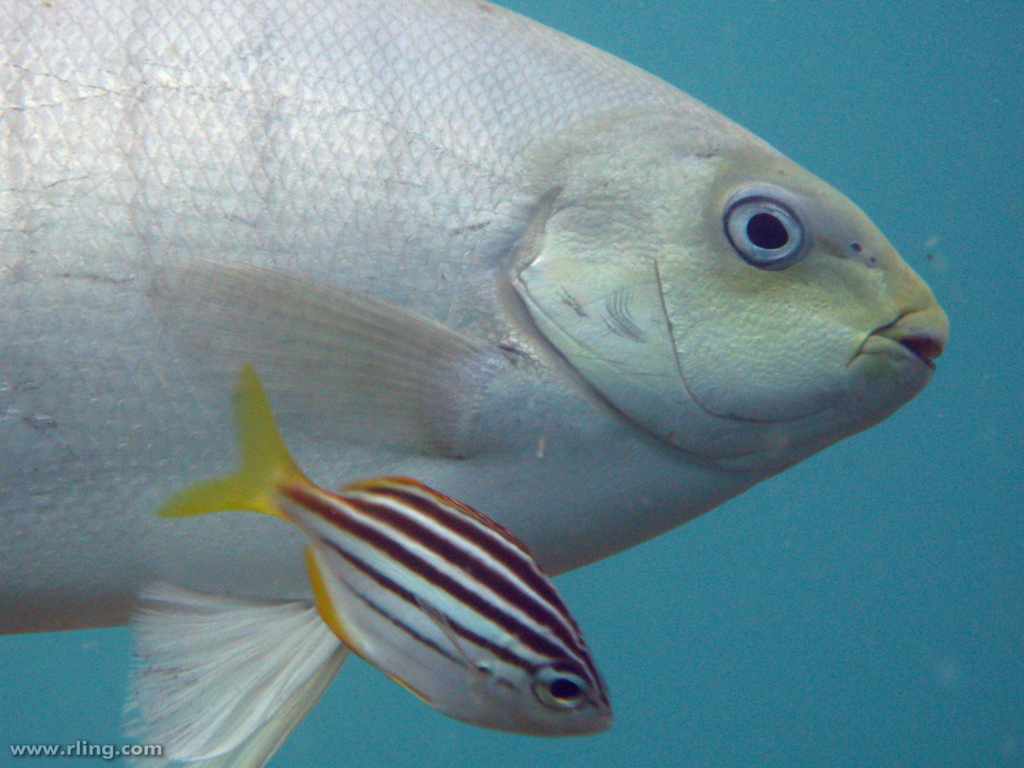
Girella tricuspidata
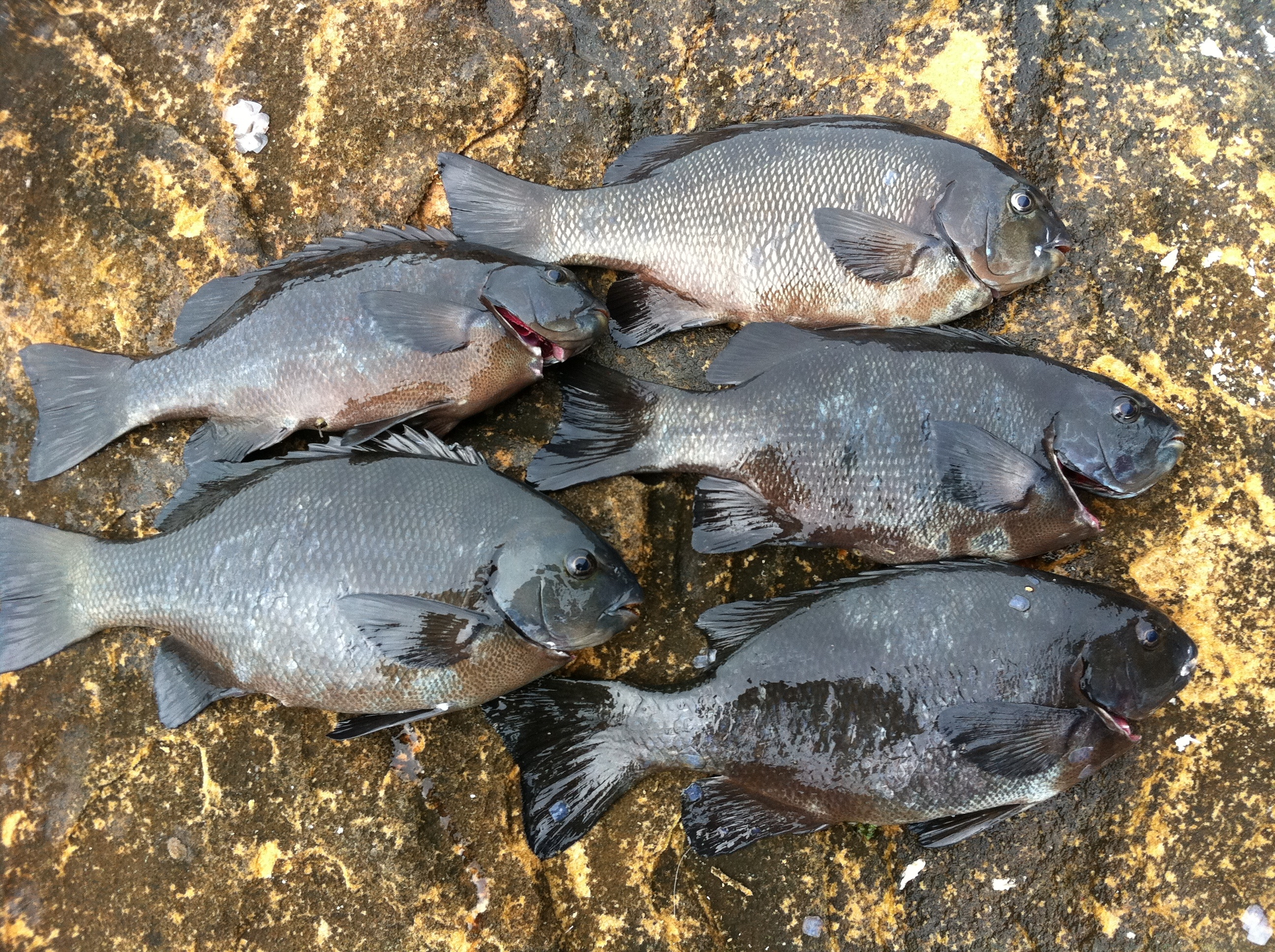
Girella elevata
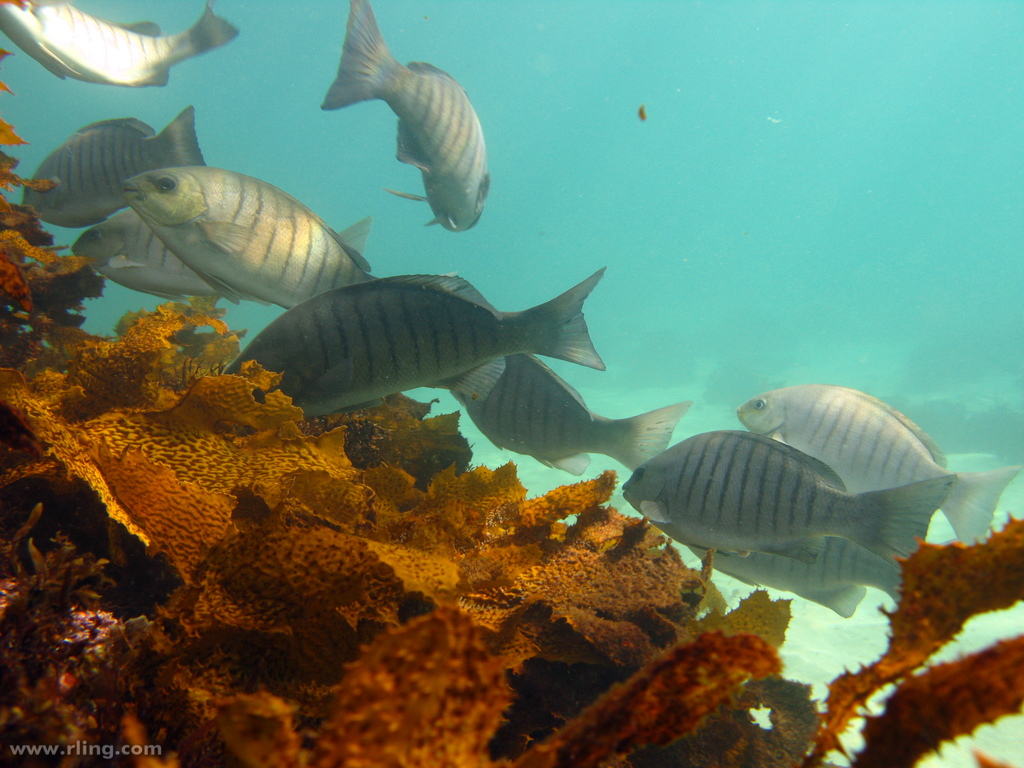
Girella tricuspidata
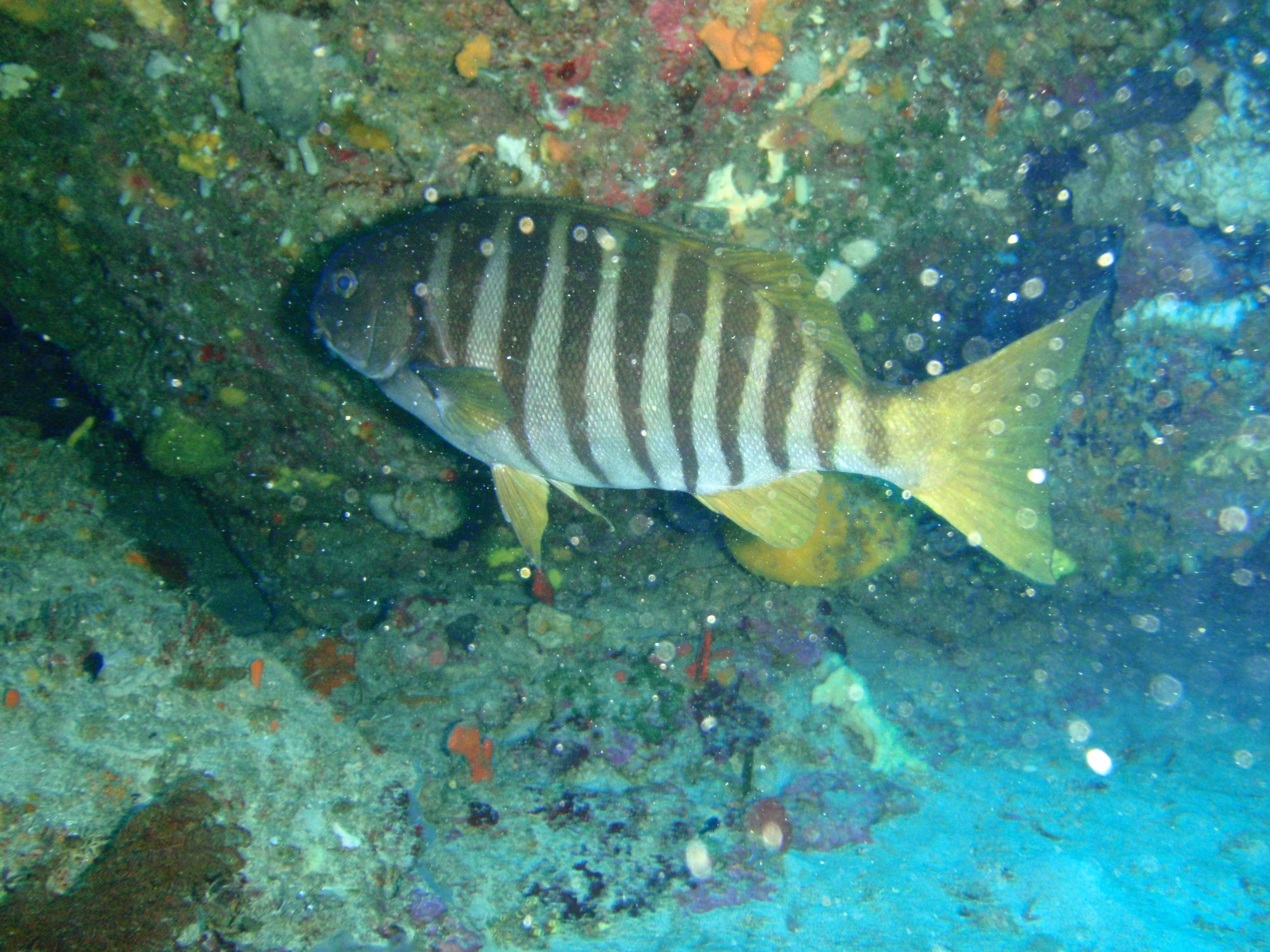
Girella zebra
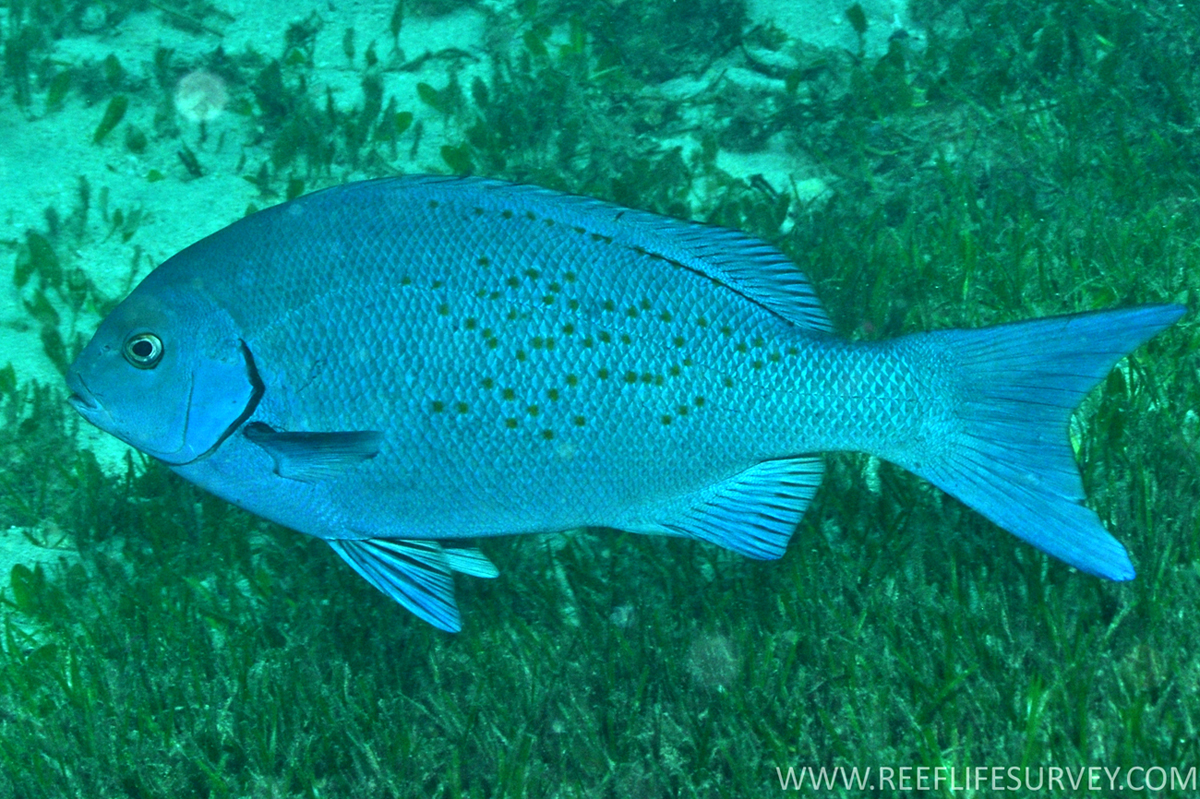
Girella cyanea
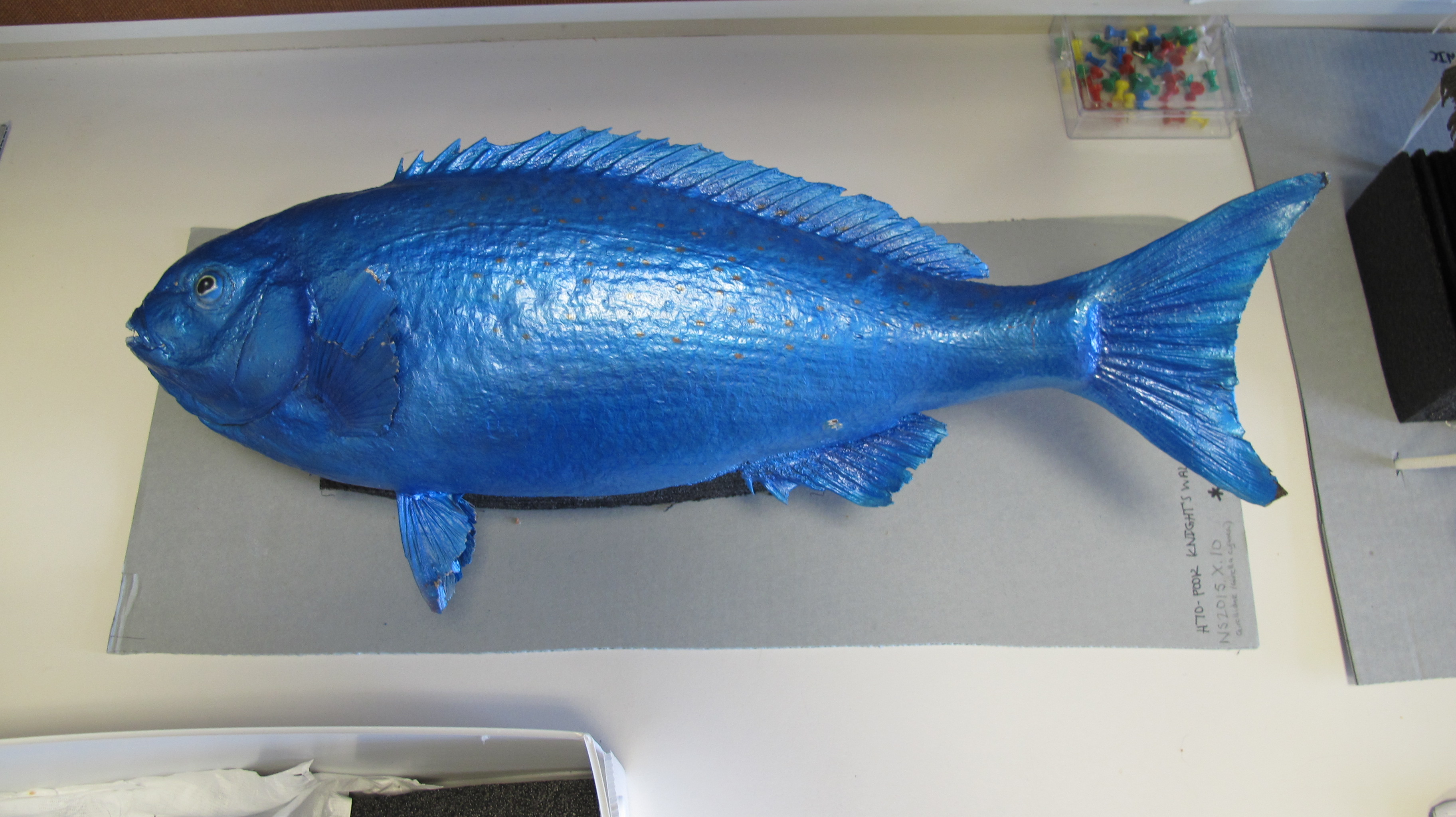
Girella cyanea
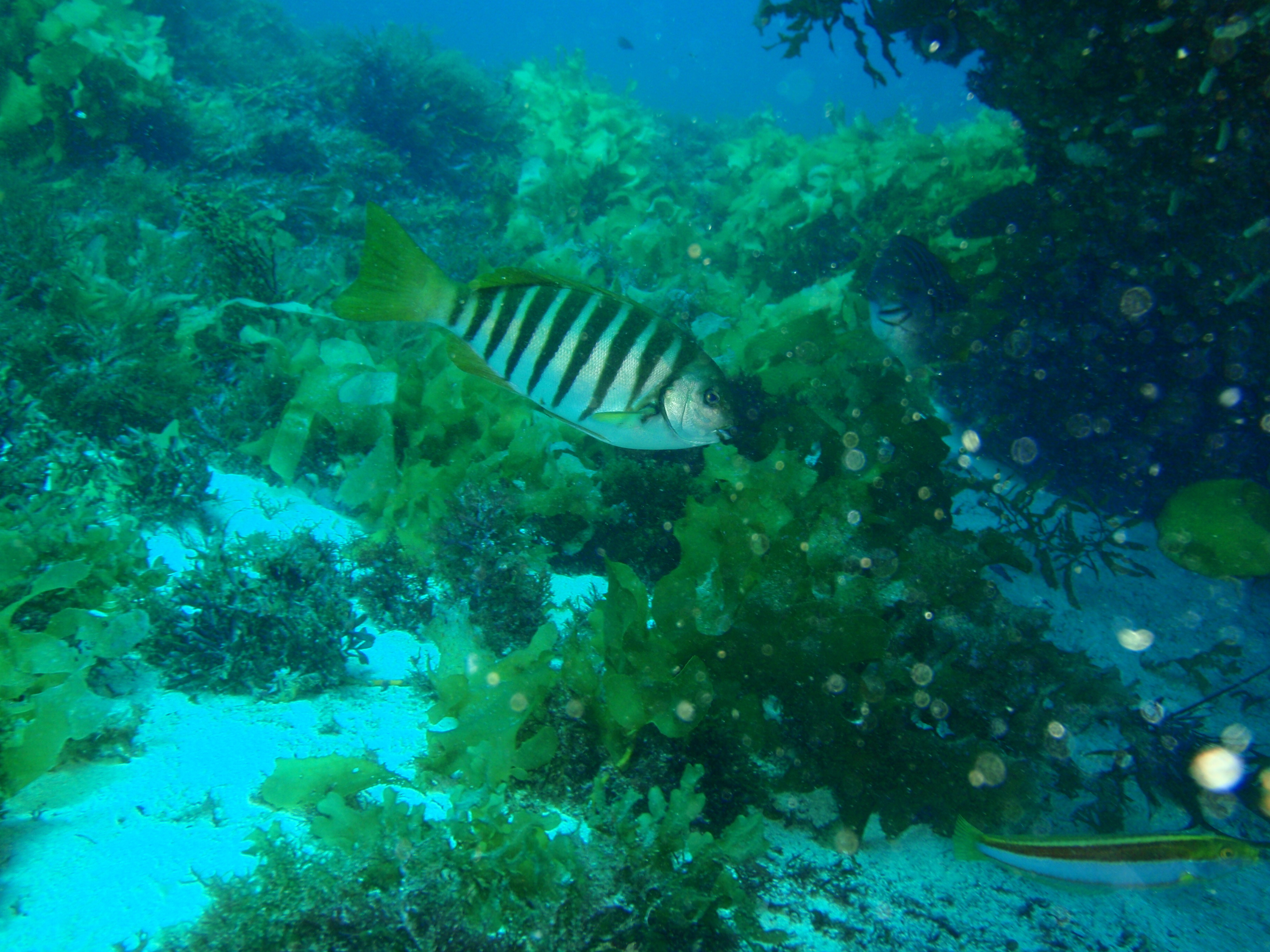
Girella zebra